# Crljenac
Crljenac (Servisch: Црљенац) is een plaats in de Servische gemeente Malo Crniće. De plaats telt 969 inwoners (2002).